# 洛洛·莱塔卢·马塔拉西·莫利加
洛洛·莱塔卢·马塔拉西·莫利加（英語：Lolo Letalu Matalasi Moliga；1949年—），美属萨摩亚政治人物。2009年至2012年，担任美属萨摩亚开发银行行长。2013年至2021年，担任美属萨摩亚总督。